# ソモサ主義
ソモサ主義（ソモサしゅぎ、es:Somocismo）は、1937年から1979年までニカラグアを支配したソモサ一家の特徴をイデオロギーとして呈した物である。ソモシスタ（ソモサ主義者）による独裁は、ニカラグアの政治的および社会史において政治的、軍事的、経済的、社会的構造によって支えられた支配と抑圧の独裁制と呼ばれている。

## 概要
ソモサ主義はナショナリズム、権威主義、全体主義、窃盗政治、金権政治、冷戦期はこれらに加えアメリカニゼーション、反共産主義の特徴を持つ。「中米のアミン」ことアナスタシオ・ソモサ・デバイレは反共を全面的に推しだしたが、1972年マナグア大地震における失政で1970年代からソモサ主義は崩壊していく事となった。

## ソモサ主義の実践と歴史
アナスタシオ・ソモサ・ガルシアは、国家警備隊という自身の私兵を国内中に張り巡らして独裁を強化。親米、親西側路線を取り国家経済の半分をソモサ一族に支配させた。またアナスタシオはポピュリズム的な諸政策も実行して国民からの人気を得ようとした。例えば「ラ・ロマ」として知られる大統領宮殿を建設したり、ニカラグア初の国立競技場の建設も開始。アナスタシオ自身がスポーツ好きだったという事もあり国立競技場の建設計画はスムーズに進んだ。ポピュリスト的政策は息子のルイス・ソモサ・デバイレにも続き、ルイスは農地改革、福祉充実などの左派ポピュリズム的諸政策を施行していたが、デバイレ政権下でルイスの自由化政策は取りやめられ、アナスタシオ、ルイス以上に抑圧的で全体主義的な体制が採られていった。